# Космогония
Космогонията е дял от астрономията за образуването и развитието на Слънчевата система, звездите и техните системи, мъглявините.
Първи опити за създаване на научно обосновани космогонични хипотези се правят през XVIII век. Широко разпространение имат хипотезите за произхода на Слънчевата система на Имануел Кант, Пиер-Симон Лаплас, Ото Шмид.